# 4e étape du Tour d'Italie 1999
La 4e étape du Tour d'Italie 1999 s'est déroulée le 18 mai dans la région Calabre. Le parcours de 186 kilomètres reliait Vibo Valentia, dans la province éponyme à Terme Luigiane, dans celle de Cosenza. Elle a été remportée par le Français Laurent Jalabert de la formation espagnole ONCE.

## Récit
Laurent Jalabert remporte sa première victoire d'étape sur le Tour d'Italie en s'imposant dans ce sprint massif en faux plat montant. Jeroen Blijlevens conserve le Maillot Rose.

## Classement de l'étape
| \| 1. \| Laurent Jalabert \| \| ONCE \| en \| \| \| 2. \| Gian Matteo Fagnini \| \| Saeco \| + \| 0 s \| \| 3. \| Davide Rebellin \| \| Polti \| \| m.t. \| |                     |  |       |    |      |
| 1. | Laurent Jalabert    |  | ONCE  | en |      |
| 2. | Gian Matteo Fagnini |  | Saeco | +  | 0 s  |
| 3. | Davide Rebellin     |  | Polti |    | m.t. |

## Classement général
| \| 1. \| Jeroen Blijlevens \| \| TVM-Farm Frites \| en \| \| \| 2. \| Laurent Jalabert \| \| ONCE \| + \| 18 s \| \| 3. \| Gian Matteo Fagnini \| \| Saeco \| \| 20 s \| |                     |  |                 |    |      |
| 1. | Jeroen Blijlevens   |  | TVM-Farm Frites | en |      |
| 2. | Laurent Jalabert    |  | ONCE            | +  | 18 s |
| 3. | Gian Matteo Fagnini |  | Saeco           |    | 20 s |